# جاسم محمد بغاية
جاسم محمد (مواليد 10 يونيو 1984 الناصرية، العراق) هو لاعب كرة قدم عراقي يلعب كمهاجم لنادي الشرطة في الدوري العراقي الممتاز، وكذلك للمنتخب العراقي.

## المسيرة الدولية
خاض جاسم أول مباراة دولية له في 24 يوليو 2016، مع المنتخب العراقي ضد المنتخب الأوزبكستان في مباراة ودية.

### اهداف منتخب العراق
تظهر قائمة الأهداف والنتائج للعراق أولاً.
| # | تاريخ        | مكان                           | الخصم | نتيجة | نتيجة | مسابقة |
| - | ------------ | ------------------------------ | ----- | ----- | ----- | ------ |
| 1 | 8 أغسطس 2016 | استاد جاسم بن حمد، الدوحة، قطر | قطر   | 1-2   | 1-2   | ودي    |

## روابط خارجية
- اللاعب جاسم محمد بغاية على موقع كووورة.